# Верхнее Азяково
Верхнее Азяково (мар. Кӱшыл Озакъял) — деревня в Медведевском районе Марий Эл Российской Федерации. Входит в состав Азяковского сельского поселения.
Численность населения — 145 человек (2021 год).

## География
Располагается в 1,5 км от административного центра сельского поселения — деревни Среднее Азяково.

## История
Деревня упоминается в списках селений Царевококшайского уезда 1795 года.

## Население
| 2010 | 2013 | 2014 | 2016 | 2018 | 2021 |
| ---- | ---- | ---- | ---- | ---- | ---- |
| 145  | ↗151 | ↘147 | ↘145 | ↗155 | ↘145 |

Национальный состав на 1 января 2014 г.:
| Национальность | Численность, чел. | Доля    |
| -------------- | ----------------- | ------- |
| всего          | 147               | 100,0 % |
| Марийцы        | 105               | 71,4 %  |
| Русские        | 40                | 27,2 %  |
| Чуваши         | 1                 | 0,7 %   |
| другие         | 1                 | 0,7 %   |

## Описание
В деревне имеется централизованное водоснабжение. Деревня газифицирована.